# Rumex acutus
Rumex acutus är en slideväxtart som beskrevs av Carl von Linné. Rumex acutus ingår i släktet skräppor, och familjen slideväxter. Inga underarter finns listade i Catalogue of Life.